# Get on the Bus
"Get on the Bus" é uma canção do girl group americano Destiny's Child, com o músico Timbaland, que também é o escritor junto com Missy Elliott. Foi gravado para a trilha sonora original do drama romântico Why Do Fools Fall in Love (1998). Tal como acontece com outras produções de Timbaland, que foram criados no final dos anos 90, o single apresenta algumas partes heterodoxas, incluindo sons de aves. 
Lançado como o segundo single do álbum de trilha sonora, "Get on the Bus" tornou-se um sucesso comercial moderado em toda a Europa, atingindo o top 20 do Mega Single Top 100 e UK Singles Chart. Recebeu alguns airplays secundários nas rádios urbanas, tendo por resultado um número 63 que traçou na parada da Hot R&B/Hip-Hop Airplay da Billboard.
Um videoclipe, para a faixa foi dirigido por Earle Sebastian. A música foi mais tarde apresentada na edição internacional do segundo álbum de estúdio do Destiny's Child, The Writing's on the Wall e incluída na set-list de sua turnê mundial de 2001-2002.

## Videoclipe
O videoclipe foca no quarteto do Destiny's Child, apresentando-se em um quarto branco, dentro e em torno de um Lincoln Navigator SUV. As quatro integrantes estão vestidas com roupas brancas, cantando e dançando. Timbaland faz uma aparição como convidado durante seus versos de rap. A falecida cantora de R&B Aaliyah, ajudou na montagem da coreografia para o clipe.

## Formatos e remixes
- 1. "Get on the Bus" (versão de rádio) (featuring Timbaland)
- 2. "Get on the Bus" (edição de rádio sem rap)
- 3. "Illusions" (Destiny Club Mix)